# Liste der Kreisstraßen in Duisburg
Die Liste der Kreisstraßen in Duisburg ist eine Auflistung der Kreisstraßen in der kreisfreien Stadt Duisburg, Nordrhein-Westfalen.

## Abkürzungen
- K: Kreisstraße
- L: Landesstraße

## Liste
Die Kreisstraßen behalten die ihnen zugewiesene Nummer innerhalb von Nordrhein-Westfalen auch bei einem Wechsel in einen Kreis oder in eine andere kreisfreie Stadt. Nicht vorhandene bzw. nicht nachgewiesene Kreisstraßen werden in Kursivdruck gekennzeichnet, ebenso Straßen und Straßenabschnitte, die unabhängig vom Grund (Herabstufung zu einer Gemeindestraße oder Höherstufung) keine Kreisstraßen mehr sind.
Der Straßenverlauf wird in der Regel von Nord nach Süd und von West nach Ost angegeben.
| Nr.  | Verlauf |
| ---- | --- |
| K 1  | K 5 – Düsseldorfer Straße – L 60 – L 59 – Düsseldorfer Landstraße – K 2 – Düsseldorfer Landstraße – |
| K 2  | L 60 – Heerstraße – Wanheimer Straße – L 237 – Wanheimer Straße – Forststraße – Obere Kaiserswerther Straße – Ehinger Straße – L 59 – Mündelheimer Straße – Am Neuen Angerbach – Am Heidberg – K 1 |
| K 3  | L 60 – Bissingheimer Straße – Worringer Weg – Stadtgrenze – (K 3 in Mülheim an der Ruhr) |
| K 5  | L 60 – Steinsche Gasse – Friedrich-Wilhelm-Platz – Friedrich-Wilhelm-Straße – Düsseldorfer Straße – L 60 – Düsseldorfer Straße – L 237 – Düsseldorfer Straße – K 1 – Sternbuschweg – Kalkweg – L 60 |
| K 6  | L 1 – Alsumer Straße – K 10 – Stepelsche Straße – K 10 – Arndtstraße – Werthstraße – L 287 – Friedrich-Ebert-Straße – Laarer Straße – Mühlenfelder Straße – Stahlstraße – Horststraße – Gartsträucherstraße – K 36/K 37 |
| K 7  | (K 7 in Oberhausen) – Stadtgrenze – Obere Holtener Straße – K 35 – Ziegelhorststraße – L 287 – Kaiser-Friedrich-Straße – Schulte-Marxloh-Straße – August-Thyssen-Straße – – Duisburger Straße – Schreckerstraße – Richterstraße – Jägerstraße – K 37 – Dieselstraße – K 36 – Dieselstraße – L 287 |
| K 8  | (K 8 im Kreis Wesel) – Stadtgrenze – Am Dyck – L 155 – Dinslaker Straße – Wehofer Straße – Im Eickelkamp – Fahrner Straße – Warbruckstraße – – Warbruckstraße – |
| K 10 | K 6 – Ahrstraße – Haus-Kripp-Straße – Hoffsche Straße – K 6 – Hoffsche Straße – L 287 – Kaiser-Wilhelm-Straße – Lange Kamp – Möhlenkampstraße – K 36 – Möhlenkampstraße – Beecker Straße – K 37 – Beecker Straße – – Beecker Straße – Rote Straße – Emscherstraße – Beecker Straße – – Duisburger Straße – Amsterdamer Straße – Gartenstraße – K 35 – Wiener Straße – Buschhauser Straße – Otto-Hahn-Straße – Stadtgrenze – (K 10 in Oberhausen) |
| K 15 | (K 15 im Kreis Wesel) – Stadtgrenze – Moerser Straße – L 140 – L 473 – Moerser Straße – Duisburger Straße – – Emmericher Straße – Essenberger Straße – Bergheimer Straße – L 237 – Bergheimer Straße – Kreuzacker – K 30 – Trompeter Straße – An der Cölve – Stadtgrenze – (K 15 im Kreis Wesel) – Stadtgrenze – An der Cölve – Stadtgrenze – (K 15 im Kreis Wesel)                                                                              |
| K 30 | (K 30 im Kreis Wesel) – Stadtgrenze – Römerstraße – Moerser Straße – L 237 – Lange Straße – K 15 – Jägerstraße – Lindenallee – K 39 |
| K 35 | K 7 – Schlachthofstraße – L 287 – Schlachthofstraße – Kopernikusstraße – Obermarxloher Straße – K 10 |
| K 36 | L 287 – Franz-Lenze-Straße – K 7 – Papiermühlenstraße – K 10 – Papiermühlenstraße – Honigstraße – K 6 – K 37 – Gartsträucherstraße – Baustraße – Augustastraße – Singstraße – Von-der-Mark-Straße – Am Bahnhof – L 447 – Westender Straße – L 1 |
| K 37 | K 7 – Hamborner Straße – K 10 – Hamborner Straße – K 36 – K 6 – Gartsträucherstraße – Vohwinkelstraße – – Vohwinkelstraße – L 447 |
| K 39 | (in Krefeld ohne Klassifizierung) – Stadtgrenze – Dahlingstraße – Adlerstraße – Schleusenstraße – Bliersheimer Straße – Gaterweg – Friedrich-Ebert-Straße – K 30 – Friedrich-Ebert-Straße – L 473 – Schwarzenberger Straße – Margarethenstraße – L 237 |

## Quelle
- Landesvermessungsamt Nordrhein-Westfalen, Kreiskarte Nr. 60: Die kreisfreien Städte im Ruhrgebiet